# CSI: Kryminalne zagadki Miami
CSI: Kryminalne zagadki Miami (ang. CSI: Miami, Crime Scene Investigation: Miami) – amerykański kryminalny serial telewizyjny, którego twórcami są Anthony E. Zuiker, Carol Mendelsohn oraz Ann Donahue. Serial składa się z dziesięciu sezonów, emitowanych przez telewizję CBS od 23 września 2002 do 8 kwietnia 2012 roku. Serial ten był pierwszym z serii spin-offów związanych z serialem CSI: Kryminalne zagadki Las Vegas; pilot zagadek Miami został wyemitowany jako 22. odcinek 2. sezonu zagadek Las Vegas. Drugim spin-offem z tej franczyzy był serial CSI: Kryminalne zagadki Nowego Jorku, którego pilot został wyprowadzony w jednym z odcinków drugiego sezonu zagadek Miami.

## Opis
Zespół techników kryminalnych zajmuje się tajemniczymi zbrodniami, które mają miejsce w Miami. Do odkrycia prawdy, kryjącej się za najbardziej zawiłą zbrodnią wykorzystują najnowsze zdobycze techniki, które trafiają do laboratoriów kryminalistyki i medycyny sądowej. Szefem grupy jest bezkompromisowy porucznik Horatio Caine (David Caruso).

## Postacie
| Aktor               | Postać                     | Funkcja                | Sezony   | Sezony   | Sezony   | Sezony   | Sezony | Sezony | Sezony | Sezony   | Sezony | Sezony |        |
| Aktor               | Postać                     | Funkcja                | 1        | 2        | 3        | 4        | 5      | 6      | 7      | 8        | 9      | 10     |        |
| ------------------- | -------------------------- | ---------------------- | -------- | -------- | -------- | -------- | ------ | ------ | ------ | -------- | ------ | ------ | ------ |
| David Caruso        | porucznik Horatio Caine    | Szef dziennej zmiany   | Główny   | Główny   | Główny   | Główny   | Główny | Główny | Główny | Główny   | Główny | Główny | Główny |
| Emily Procter       | Det. Calleigh Duquesne     | Zast. szefa dz. zmiany | Główny   | Główny   | Główny   | Główny   | Główny | Główny | Główny | Główny   | Główny | Główny | Główny |
| Adam Rodríguez      | Det. Eric Delko            | CSI Poziom 3           | Główny   | Główny   | Główny   | Główny   | Główny | Główny | Główny | Okresowo | Główny | Główny |        |
| Jonathan Togo       | Det. Ryan Wolfe            | CSI Poziom 3           |          |          | Główny   | Główny   | Główny | Główny | Główny | Główny   | Główny | Główny |        |
| Rex Linn            | Sgt. Frank Tripp           | Detektyw wydziału MDPD | Okresowo | Okresowo | Okresowo | Okresowo | Główny | Główny | Główny | Główny   | Główny | Główny |        |
| Eva LaRue           | Natalia Boa Vista          | CSI Poziom 2           |          |          |          | Okresowo | Główny | Główny | Główny | Główny   | Główny | Główny |        |
| Omar Benson Miller  | Walter Simmons             | CSI Poziom 1           |          |          |          |          |        |        |        | Główny   | Główny | Główny |        |
| Sofia Milos         | Det. Yelina Salas          | Detektyw wydziału MDPD | Okresowo | Okresowo | Główny   |          | Gość   | Gość   | Gość   |          |        |        |        |
| Kim Delaney         | Lt. Megan Donner           | Zast. szefa dz. zmiany | Główny   |          |          |          |        |        |        |          |        |        |        |
| Rory Cochrane       | Det. Timothy „Tim” Speedle | CSI Poziom 3           | Główny   | Główny   | Główny   |          |        | Gość   |        |          |        |        |        |
| Khandi Alexander    | Dr. Alexx Woods            | Patolog                | Główny   | Główny   | Główny   | Główny   | Główny | Główny | Gość   | Gość     |        |        |        |
| Megalyn Echikunwoke | Dr. Tara Price             | Patolog                |          |          |          |          |        |        | Główny |          |        |        |        |
| Eddie Cibrian       | Jesse Cardoza              | CSI Poziom 2           |          |          |          |          |        |        |        | Główny   | Gość   |        |        |

- Horatio Caine (David Caruso) – porucznik dowodzący sekcją CSI, specjalista od materiałów wybuchowych;
- Kyle Harmon (Evan Ellingson) – syn Horatio Caine’a;
- Julia Winston (Elizabeth Berkley) – była narzeczona Horatio i matka Kyle’a;
- Calleigh Duquesne (Emily Procter) – specjalistka od balistyki;
- Eric Delko (Adam Rodríguez) – ekspert z dziedziny daktyloskopii i narkotyków;
- Alexx Woods (Khandi Alexander) – koroner, odeszła z ekipy CSI (sezon 6, odcinek 19) z powodów rodzinnych;
- Tim Speedle (Rory Cochrane) – śledczy z ukończonym tytułem biologa. Ginie tragicznie w akcji w pierwszym odcinku trzeciego sezonu.
- Ryan Wolfe (Jonathan Togo) – były policjant drogówki, który dzięki swojej dokładności i doświadczeniu z dziedziny chemii zostaje dołączony do ekipy na miejsce Speedle’a na początku trzeciego sezonu. Pod koniec piątego sezonu zostaje wyrzucony z pracy za hazard, jednak wraca do CSI w środku sezonu szóstego (128 odcinek).
- Frank Tripp (Rex Linn) – detektyw wydziału zabójstw policji w Miami. Od czwartego sezonu na stałe współpracuje z ekipą.
- Natalia Boa Vista (Eva LaRue) – pojawiła się w serialu w 1 odcinku 4 sezonu jako analityk DNA, który pracuje nad nierozwiązanymi sprawami. Od sezonu piątego jest stałym członkiem ekipy.
- Yelina Salas (Sofia Milos) – detektyw wydziału zabójstw policji w Miami. Bratowa Horatio Caine’a.
- Maxine Valera (Boti Ann Bliss) – analityk DNA. Współpracuje z CSI. Rzadziej po pojawieniu się Natalii.
- Jake Berkeley (Johnny Whitworth) – detektyw, czasami współpracujący z CSI (5-7 sezon). W szóstym sezonie był z Calleigh (cztery odcinki).
- Jesse Cardoza (Eddie Cibrian) – nowy śledczy w ekipie Horatio. Wraca do Miami po służbie w Los Angeles. Ginie w pierwszym odcinku 9 serii.
- Walter Simmons (Omar Benson Miller) – specjalista z dziedziny chemii i sztuki;
- Samantha Owens (Taylor Cole) – nowy technik laboratoryjny, przeszła z nocnej zmiany;
- Dr Tara Price (Megalyn Echikunwoke) – pojawiła się w drugim epizodzie sezonu 7, „Won’t Get Fueled Again” jako zamiennik zamordowanej koroner Shannon Higgin. Współpracuje z zespołem do końca 7 sezonu, do czasu gdy Ryan Wolfe odkrywa, że okradała laboratorium i zażywała odurzające leki.
- Tom Loman (Christian Clemenson) – koroner, pojawia się w trzecim odcinku ósmego sezonu;
- John Hagen (Holt McCallany) – detektyw, partner Calleigh w pracy, wcześniej partner Raymonda Caine.
- Kendall Schmidt – Domic.
- Erin Sanders – Megan Wells.

W mniejszych rolach i epizodach wystąpili m.in.: Gary Sinise, Melina Kanakaredes, Malcolm McDowell, Natasha Henstridge, Virginia Madsen, Anson Mount, Kate Mara, Maria Conchita Alonso, Judy Greer, Sherilyn Fenn, Tia Carrere, Laurence Fishburne, Jamie Bamber, Chris Pine, Idris Elba, Joan Severance, William Forsythe, Jeff Fahey, Elizabeth Berkley, Stephen Tobolowsky, Robert Beltran, Sônia Braga, Jake Busey, Joe Penny, Erika Eleniak, Zac Efron, Teri Polo, Tom Sizemore, Brian Austin Green, Meghan Markle, James Eckhouse, Megan Follows, Jolene Blalock, Tim Russ, Bo Derek, Chad Lowe, Cheryl Ladd, Raquel Welch, Eric Roberts, Michael Madsen oraz koszykarz NBA Pau Gasol i modelka Heidi Klum.

## Muzyka
Utworem tytułowym serialu, występującym w czołówce, jest piosenka zespołu The Who „Won’t Get Fooled Again”, która znalazła się na albumie Who’s Next. Utwór napisany przez Pete’a Townshenda śpiewa Roger Daltrey.
Muzyka występująca podczas serialu skomponowana została przez Jeffa Cardoni i Kevina Kinera. Ponadto wykorzystano fragmenty utworów wielu różnych wykonawców, wydanych na osobnej ścieżce dźwiękowej, m.in.:
- Aqualung – „Something To Believe In”
- Chingy ft. Jermaine Dupri – „Dem Jeans”
- Madonna – „Hung Up”
- The Black Eyed Peas – „Pump it”
- Evanescence – „Bring Me To Life”
- Beyonce – „Single Ladies”
- Gwen Stefani – „Wind it up”
- Far East Movement – „Like a G6”
- Usher Ft. Will.I.Am – „OMG”
- Eminem Ft. 50 Cent – „You don’t know”
- Fergie – „London Bridge”
- Britney Spears – „Gimme More”
- Lamb – „Gabriel”
- Rihanna – „S&M”

## Lista odcinków
Produkcje franczyzy okazjonalnie łączyły wspólne wątki. Takimi przykładami są odcinki „Felony Flight” (4. sezon, 7. odcinek) z serialu CSI: Kryminalne zagadki Miami oraz odcinek „Manhattan Manhunt” (2. sezon, 7. odcinek) z serialu CSI: Kryminalne zagadki Nowego Jorku. Odcinki te, po raz pierwszy wyemitowane kolejno 7 i 9 listopada 2005 roku opowiadały historię katastrofy lotniczej i seryjnego mordercy, który jest poszukiwany przez ekipy obydwu seriali.
Ponadto odcinek „Bone Voyage” (8. sezon, 7. odcinek) rozpoczyna trylogię kontynuowaną później przez CSI: Kryminalne zagadki Nowego Jorku w odcinku „Hammer Down” (6. sezon, 7. odcinek) oraz przez CSI: Kryminalne zagadki Las Vegas w odcinku „The Lost Girls” (10. sezon, 7. odcinek).
| Pilot   | Sezon 1 (2002–2003) | Sezon 2 (2003–2004) | Sezon 3 (2004–2005) | Sezon 4 (2005–2006) | Sezon 5 (2006–2007) | Sezon 6 (2007–2008) | Sezon 7 (2008–2009) | Sezon 8 (2009–2010) | Sezon 9 (2010–2011) | Sezon 10 (2011–2012) | Razem       |
| ------- | ------------------- | ------------------- | ------------------- | ------------------- | ------------------- | ------------------- | ------------------- | ------------------- | ------------------- | -------------------- | ----------- |
| 1 pilot | 24 odcinki          | 24 odcinki          | 24 odcinki          | 25 odcinków         | 24 odcinki          | 21 odcinków         | 25 odcinków         | 24 odcinki          | 22 odcinki          | 19 odcinków          | 232 odcinki |